# St. Louis Film Critics Association Awards 2013
10. ročník předávání cen asociace St. Louis Film Critics Association se konal dne 14. prosince 2013. Nominace byly oznámeny dne 9. prosince 2013.

## Vítězové a nominovaní

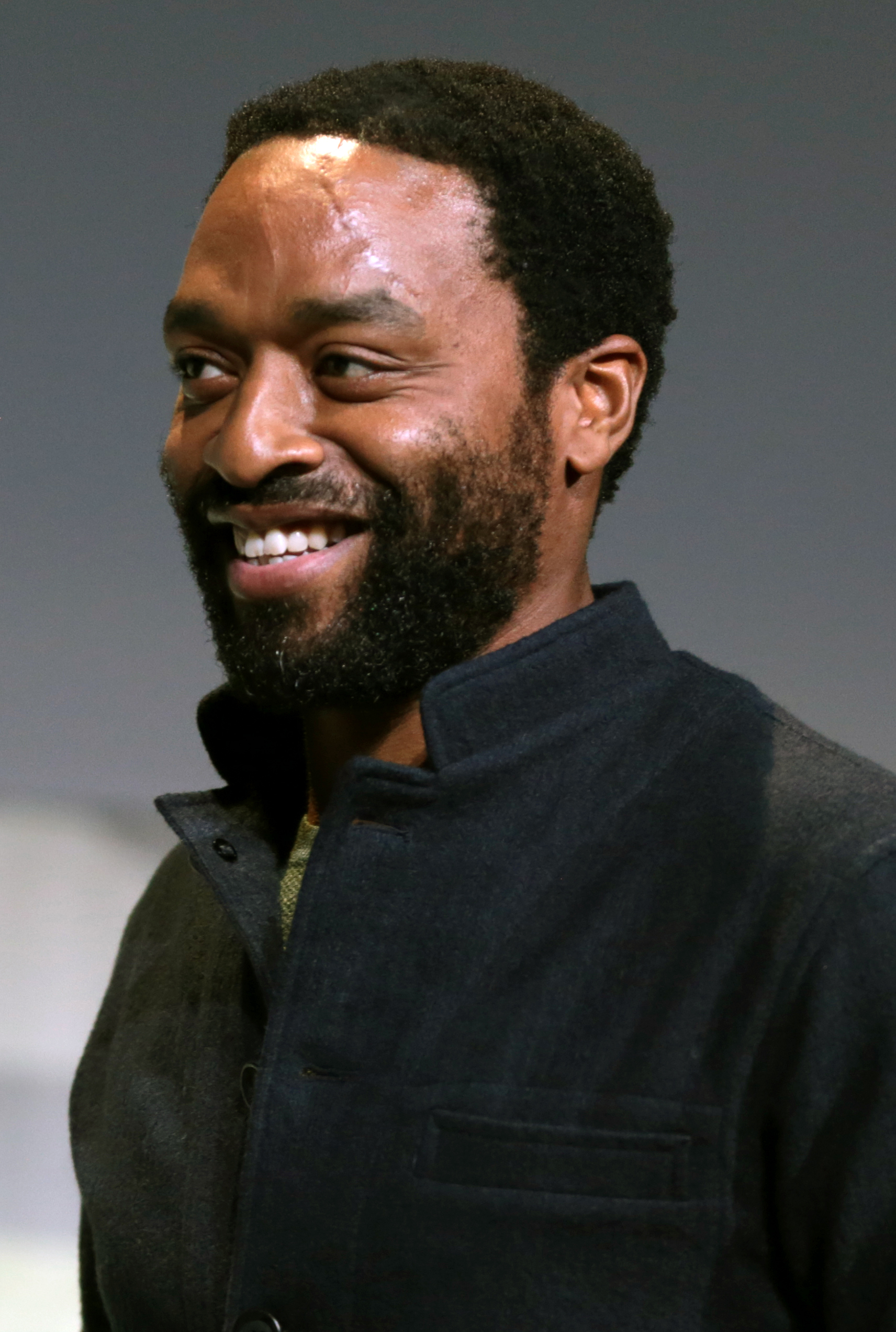
Chiwetel Ejiofor, vítěz v kategorii nejlepší mužský herecký výkon v hlavní roli

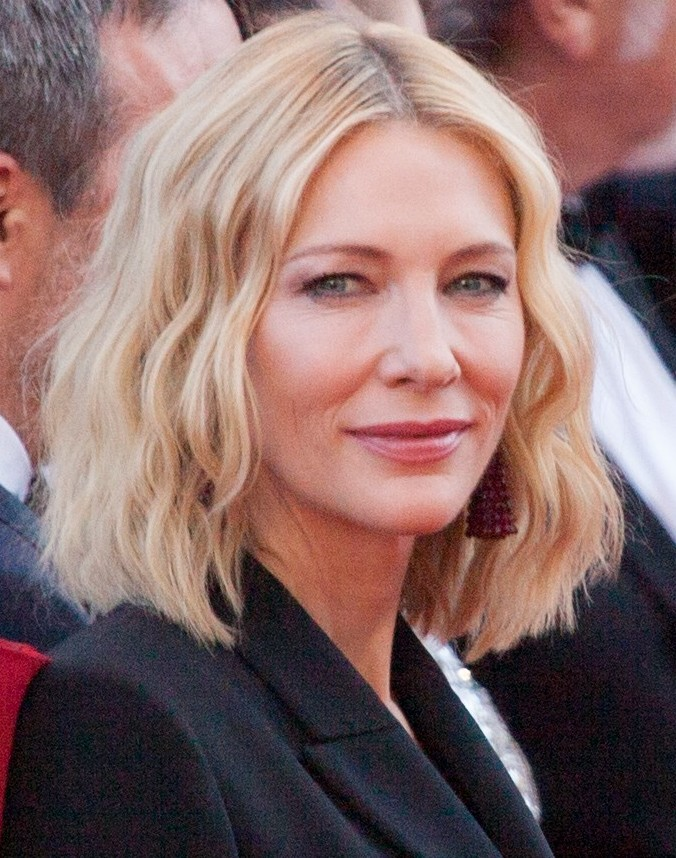
Cate Blanchett, vítězka v kategorii nejlepší ženský herecký výkon v hlavní roli

### Nejlepší film
12 let v řetězech
- Špinavý trik (2. místo)
- Gravitace
- Nebraska
- Ona

### Nejlepší film – komedie
A dost! (remíza)
U Konce světa (remíza)
- Drsňačky
- Nebraska
- Nezapomenutelné prázdniny

### Nejlepší režisér
Steve McQueen – 12 let v řetězech
- Joel a Ethan Coen – V nitru Llewyna Davise
- Alfonso Cuarón – Gravitace (2. místo)
- Spike Jonze – Ona
- David O. Russell – Špinavý trik
- Alexander Payne – Nebraska

### Nejlepší adaptovaný scénář
John Ridley – 12 let v řetězech
- Steve Coogan a Jeff Pope – Philomena (2. místo)
- Richard Linklater, Julie Delpy a Ethan Hawke – Před půlnocí
- Scott Neustadter a Michael H. Weber – Kouzlo přítomného okamžiku
- Destin Daniel Cretton – Dočasný domov
- Billy Ray – Kapitán Phillips

### Nejlepší původní scénář
Spike Jonze – Ona
- David O. Russell a Eric Warren Singer – Špinavý trik (2. místo)
- Bob Nelson – Nebraska
- Nicole Holofcener – A dost!
- Kelly Marcel a Sue Smith – Zachraňte pana Bankse

### Nejlepší herec v hlavní roli
Chiwetel Ejiofor – 12 let v řetězech
- Matthew McConaughey – Klub poslední naděje (2. místo)
- Bruce Dern – Nebraska
- Christian Bale – Špinavý trik
- Michael B. Jordan – Fruitvale

### Nejlepší herečka v hlavní roli
Cate Blanchett – Jasmíniny slzy
- Meryl Streep – Blízko od sebe (2. místo)
- Sandra Bullock – Gravitace
- Amy Adams – Špinavý trik
- Judi Dench – Philomena
- Emma Thompson – Zachraňte pana Bankse

### Nejlepší herec ve vedlejší roli
Jared Leto – Klub poslední naděje
- Will Forte – Nebraska (2. místo)
- Barkhad Abdi – Kapitán Phillips
- Michael Fassbender – 12 let v řetězech
- Harrison Ford – 42

### Nejlepší herečka ve vedlejší roli
Lupita Nyong'o – 12 let v řetězech
- June Squibb – Nebraska (2. místo)
- Jennifer Lawrenceová – Špinavý trik
- Scarlett Johansson – Ona
- Léa Seydoux – Život Adèle

### Nejlepší dokument
Černý zabiják
- Příběhy, které vyprávíme (2.–3. místo)
- Způsob zabíjení (2.–3. místo)
- 20 Feet from Stardom
- Muscle Shoals

### Nejlepší animovaný film
Ledové království
- Zvedá se vítr (2. místo)
- Croodsovi
- Já, padouch 2
- Univerzita pro příšerky

### Nejlepší kamera
Sean Bobbitt – 12 let v řetězech
- Emmanuel Lubezki – Gravitace (2. místo)
- Bruno Delbonnel – V nitru Llewyna Davise
- Philippe Le Sourd – Velmistr
- Simon Duggan – Velký Gatsby
- Phedon Papamichael – Nebraska

### Nejlepší vizuální efekty
Gravitace
- Hobit: Šmakova dračí poušť (2. místo)
- Iron Man 3
- Pacific Rim: Útok na Zemi
- Star Trek: Do temnoty
- Thor: Temný svět

### Nejlepší výprava
Velký Gatsby
- Ona (2. místo)
- 12 let v řetězech
- Velmistr
- V nitru Llewyna Davise

### Nejlepší hudba
Arcade Fire – Ona
- Steven Price – Gravitace (2.–3. místo)
- Mark Orton – Nebraska (2.–3. místo)
- Hans Zimmer – 12 let v řetězech
- Howard Shore –Hobit: Šmakova dračí poušť
- Thomas Newman – Zachraňte pana Bankse

### Nejlepší soundtrack
V nitru Llewyna Davise
- Ledové království (2. místo)
- Špinavý trik
- Já, padouch 2
- Velký Gatsby
- Muscle Shoals

### Nejlepší cizojazyčný film
Život Adèle (Francie)
- Wadjda (Saúdská Arábie) (2. místo)
- Hon (Dánsko)
- Únos (Dánsko)
- No (Chile)

### Nejlepší festivalový film
Dočasný domov
- Život Adèle (2.–3. místo)
- Frances Ha (2.–3. místo)
- Ain't Them Bodies Saints
- Před půlnocí
- Hlas

### Nejlepší scéna
12 let v řetězech
- Gravitace
- Kapitán Phillips
- Ona
- Za borovicovým hájem